# Field Museum of Natural History

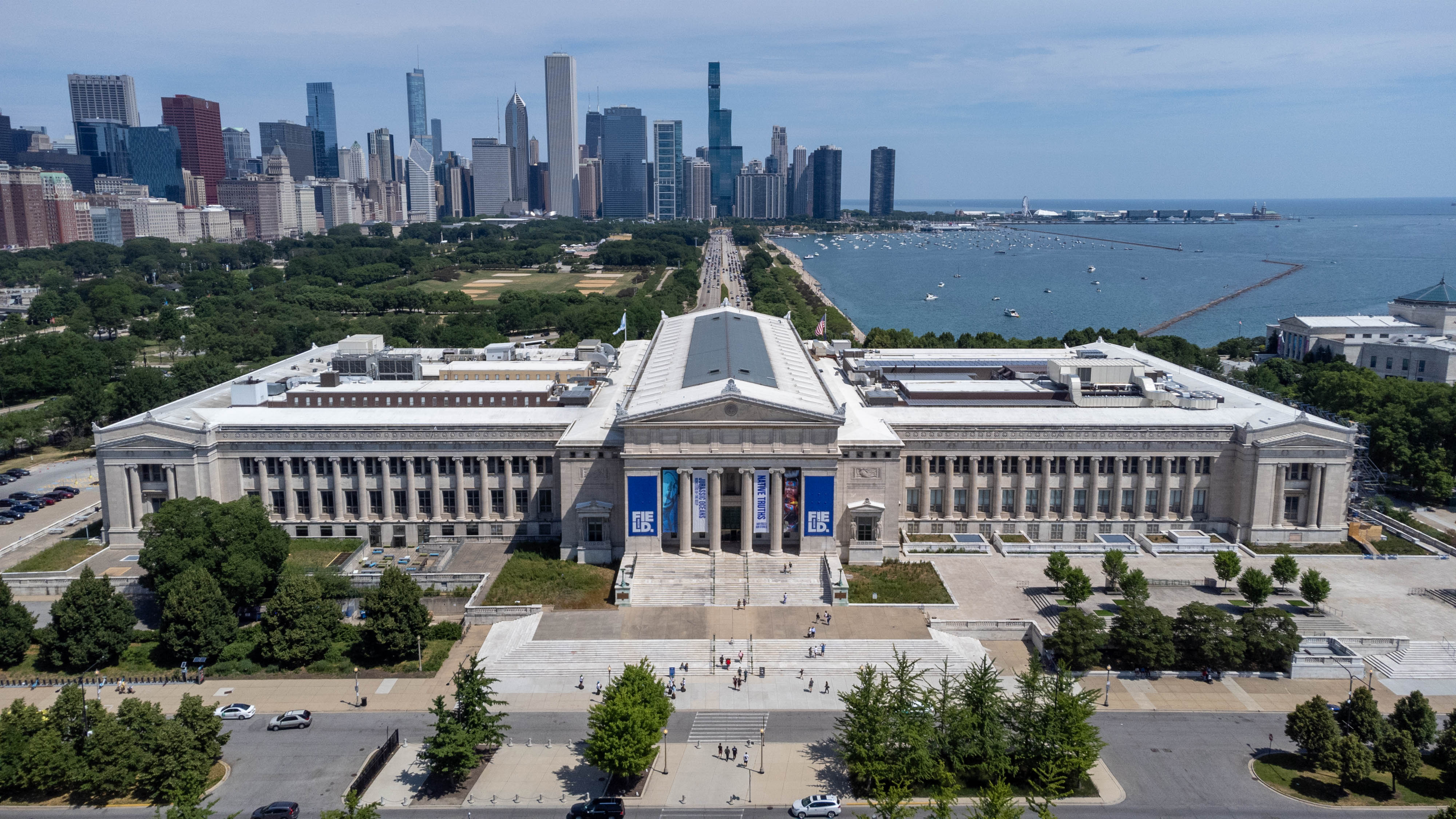
Field Museum of Natural History

Het Field Museum of Natural History is een natuurhistorisch museum in Chicago. Het is gevestigd naast het Michiganmeer en maakt deel uit van het Museum Campus Chicago.
Het museum heeft een collectie van meer dan 21 miljoen stukken, waarvan een deel wordt tentoongesteld.
Enkele tentoonstellingen zijn:
- Sue, een tyrannosaurus waarvan het museum beweert dat het de grootste en compleetste ter wereld is;
- Een uitgebreide set van antropologische exposities, met stukken uit Egypte, de Pacific Northwest en Tibet;
- Een grote en diverse collectie opgezette dieren;
- Een grote collectie voorwerpen afkomstig van indianen.

Het museum werd opgericht op 16 september 1893 als het Columbian Museum of Chicago met het doel kennis te vergroten en te verspreiden. Het was een voortzetting van een wereldtentoonstelling, de World's Columbian Exposition.  Het museum werd na een grote schenking van warenhuissmagnaat Marshall Field omgedoopt.

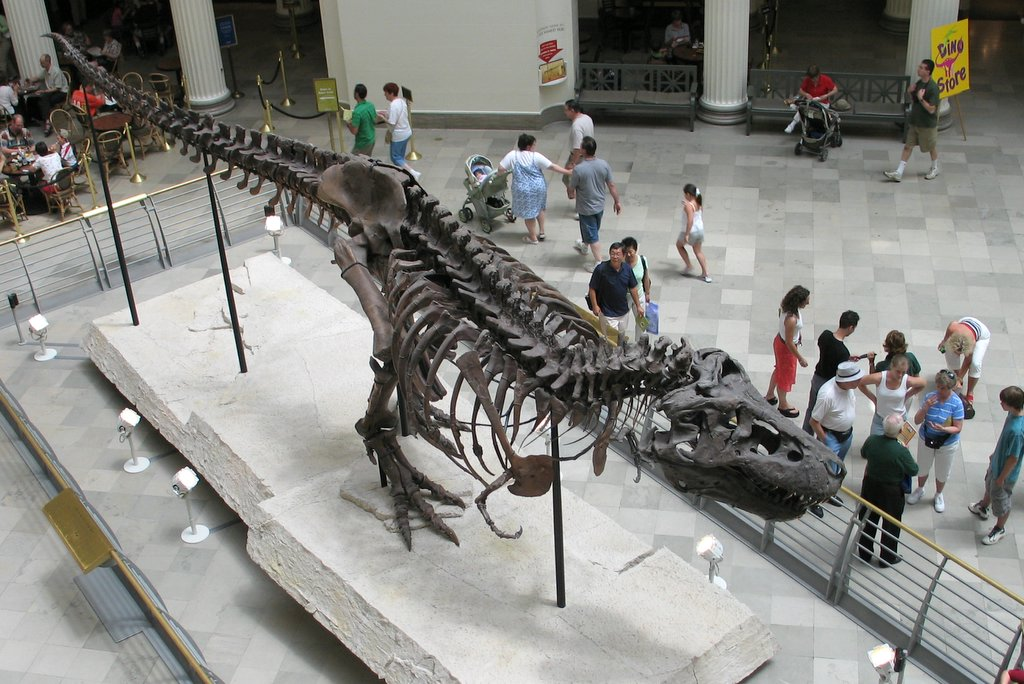
De tyrannosaurus Sue